# Orebjerg
Orebjerg er en gammel gård, som nævnes første gang i 1329 og ligger i Krogstrup Sogn i Frederikssund Kommune. Hovedbygningen er opført i 1780 og ombygget i 1856.
Orebjerg Gods er på 406 hektar med avlsgården Pagterold.

## Ejere af Orebjerg
- (1327-1336) Peder Grubbe
- (1336-1386) Peder Pedersen Grubbe
- (1386-1396) Hemming Jensen Krag
- (1396-1412) Margrethe 1.
- (1412-1609) Kronen
- (1609-1625) Breide Rantzau
- (1625-1635) Kaj Rantzau
- (1635-1641) Anne Lykke gift Rantzau
- (1641-1655) Frantz Lykke
- (1655-1660) Christence Lykke gift Brockenhuus / Frantz Brockenhuus
- (1660-1667) Christence Lykke gift Brockenhuus
- (1667-1689) Friedrich von Arenstorff
- (1689-1698) Augusta Elisabeth von Rumohr gift von Arenstorff
- (1698-1735) Christian von Arenstorff
- (1735-1745) Adolf Andreas von der Lühe
- (1745-1746) Christian 6.
- (1746-1748) Frederik 5.
- (1748-1763) Jonas Jørgensen
- (1763-1798) Niels Jørgensen de Svanenskiold
- (1798-1801) Johanne de Neergaard gift de Svanenskiold
- (1801-1805) Peder Jørgensen de Svanenskiold
- (1805-1821) Preben Bille-Brahe
- (1821-1827) Den Danske Stat
- (1827-1854) Carl Johan Georg Müller
- (1854-1880) Johan Friedrich Hellmers
- (1880-1914) Carl Johan Hellmers
- (1914-1922) H. Madsen
- (1922-1938) F. Alsing
- (1938-1947) Slægten Alsing
- (1947-1975) H. Palsbøll
- (1975-1992) Claus Palsbøll
- (1992-1995) Jørn E. Jensen
- (1995-2003) Jørn E. Jensen / Jeppe L. Jensen / Thomas J. Jensen
- (2003-) Pagterold ApS v/a Jørn E. Jensen / Thomas J. Jensen / Bent Jeppesen